# カボチヤ
『カボチヤ』（かぼちゃ）は、1929年（昭和4年）8月31日公開の日本映画である。松竹キネマ製作・配給。監督は小津安二郎。モノクロ、スタンダード、サイレント、57分。
当時の松竹蒲田撮影所所長・城戸四郎が量産する方針を出したノンスターの短編ナンセンス喜劇の一本で、カボチャを電車に乗って捨てに行くという物語。初回興行は電気館。併映作品は『銀蛇』（監督安田憲邦）と『夏の日の恋』（監督野村芳亭）。現在、脚本・ネガ原版・上映用プリントのいずれも現存していない。
小津は、「非常に短い尺の映画で、本作を演出した時期からコンティニュイティの構成方法がようやくわかりかけてきた」と、回想している。公開当時の本作について北川冬彦は、スラップスティック専門の演出家・大久保忠素門下であった小津への影響を指摘している。松竹が編集した『小津安二郎 新発見』において、同社は本作を「後年の小津の特長が現れた短篇喜劇の佳作」と評している。

## あらすじ
山田藤助（斎藤達雄）の家では、子どもたち（半田日出丸、小桜葉子）が「お母さん、今日もカボチャなの」というほど、連日のおかずはカボチャである。山田もそう思うが、それは自分の稼ぎの帰結であるため、口には出せない。「俺はカボチャが大好きだよ」と山田は言わざるをえない。しかしあまりのカボチャぶりに山田は電車に乗って、カボチャを捨てに行く。

## スタッフ
- 監督・原案：小津安二郎
- 脚本：北村小松
- 撮影：茂原英雄
- 撮影助手：厚田雄春[10]（ノンクレジット）

## キャスト
- 山田藤助：斎藤達雄
- その妻かな子：日夏百合絵
- 長男一雄：半田日出丸
- 妹ちえ子：小桜葉子
- 社長：坂本武